# Leichtathletik-Länderkampf der Männer 1961 Brasilien – BR Deutschland
| 15. Leichtathletik-Länderkampf mit bundesdeutscher Beteiligung 1961 | 15. Leichtathletik-Länderkampf mit bundesdeutscher Beteiligung 1961 |               |
| ------------------------------------------------------------------- | ------------------------------------------------------------------- | ------------- |
|                                                                     |                                                                     |               |
| Ländervergleich der Männer: Brasilien – BR Deutschland              |                                                                     |               |
| Austragungsort                                                      | São Paulo                                                           |               |
| Wettbewerbe                                                         | 17                                                                  |               |
| Datum                                                               | 21./22. Oktober 1961                                                |               |
| 1. FRG 2. BRA                                                       | 116 Punkte 063 Punkte                                               |               |
| Chronik                                                             |                                                                     |               |
| ← GHA-FRG (F)                                                       | CHL-FRG (M) →                                                       | CHL-FRG (M) → |

Der fünfzehnte Vergleich des Länderkampfjahres 1961 war der erste im Rahmen der Südamerikareise der bundesdeutschen Männer. Diese Reise erfolgte gleich im Anschluss an den Afrikabesuch, allerdings ohne Frauen, die in Afrika noch dabei waren und dort gemeinsam mit den Männern einen Länderkampf mit Ghana ausgetragen hatten. Zum ersten Mal trafen die bundesdeutschen Leichtathleten auf Brasilien. Die Begegnung fand am 21./22. Oktober in São Paulo statt.

## Wettbewerbe und Modus
Aus dem üblichen Länderkampfprogramm mit zwanzig Disziplinen fehlten der 10.000-Meter-Lauf, der Dreisprung und der Hammerwurf. So wurden insgesamt siebzehn Wettbewerbe ausgetragen. Die Wertung erfolgte durchgängig nach dem Standardsystem.

## Ergebnis
Den Brasilianern gelang mit dem Sieg über 110 Meter Hürden ein Disziplingewinn. Alle anderen sechzehn Wettbewerbe entschieden die bundesdeutschen Leichtathleten für sich, acht Mal kamen sie dabei zu Doppelerfolgen. Im bundesdeutschen Team waren nicht für alle Disziplinen entsprechende Spezialisten vertreten. So gab es Aushilfen durch andere Athleten. Viel beschäftigt war zum Beispiel der Zehnkämpfer Willi Holdorf, der über 400 Meter Hürden, in beiden Staffeln, dem Stabhoch- und Weitsprung antrat. Der Stabhochspringer Klaus Lehnertz war auch im Hochsprung aktiv und der Hochspringer Theo Püll vertrat die bundesdeutsche Mannschaft auch im Speerwurf. Im Endergebnis siegte das bundesdeutsche Team mit 116 zu 63 Punkten.

## Legende
Kurze Übersicht zur Bedeutung der Symbolik – so üblicherweise auch in sonstigen Veröffentlichungen verwendet:
| k. A. | keine Angabe |

## Resultate

### 100 m
| Platz | Athlet                   | Land | Zeit (s) |
| ----- | ------------------------ | ---- | -------- |
| 1     | Alfred Hebauf            | FRG  | 10,4     |
| 2     | Manfred Germar           | FRG  | 10,4     |
| 3     | José Telles da Conceição | BRA  | 10,5     |
| 4     | Joel Satow               | BRA  | 10,5     |

Datum: 21. Oktober

### 200 m
| Platz | Athlet                   | Land | Zeit (s) |
| ----- | ------------------------ | ---- | -------- |
| 1     | Manfred Germar           | FRG  | 21,2     |
| 2     | José Telles da Conceição | BRA  | 21,5     |
| 3     | Carl Kaufmann            | FRG  | 21,7     |
| 4     | Joel Costa               | BRA  | 22,1     |

Datum: 22. Oktober

### 400 m
| Platz | Athlet             | Land | Zeit (s) |
| ----- | ------------------ | ---- | -------- |
| 1     | Carl Kaufmann      | FRG  | 47,0     |
| 2     | Manfred Kinder     | FRG  | 47,2     |
| 3     | Anubes Ferraz      | BRA  | 48,9     |
| 4     | Ulisses dos Santos | BRA  | 49,1     |

Datum: 21. Oktober

### 800 m
| Platz | Athlet                | Land | Zeit (min) |
| ----- | --------------------- | ---- | ---------- |
| 1     | Paul Schmidt          | FRG  | 1:55,0     |
| 2     | Wilhelm-Rüdiger Böhme | FRG  | 1:55,4     |
| 3     | Paulo Siqueira Araujo | BRA  | 1:57,4     |
| 4     | Silverio              | BRA  | 1:58,8     |

Datum: 21. Oktober

### 1500 m
| Platz | Athlet          | Land | Zeit (min) |
| ----- | --------------- | ---- | ---------- |
| 1     | Paul Schmidt    | FRG  | 3:57,7     |
| 2     | Horst Flosbach  | FRG  | 3:57,9     |
| 3     | Belchior Mendes | BRA  | 3:59,6     |
| 4     | Motta           | BRA  | 4:00,1     |

Datum: 22. Oktober

### 5000 m
| Platz | Athlet          | Land | Zeit (min) |
| ----- | --------------- | ---- | ---------- |
| 1     | Roland Watschke | FRG  | 14:56,2    |
| 2     | Horst Flosbach  | FRG  | 14:56,2    |
| 3     | Azevedo         | BRA  | 15:05,4    |
| 4     | Alves Santos    | BRA  | 15:13,2    |

Datum: 21. Oktober

### 110 m Hürden
| Platz | Athlet          | Land | Zeit (s) |
| ----- | --------------- | ---- | -------- |
| 1     | Carlos Mossa    | BRA  | 14,1     |
| 2     | Ingo Schönewolf | FRG  | 14,9     |
| 3     | Jenne           | BRA  | 15,5     |
| 4     | Helmut Janz     | FRG  | 15,5     |

Datum: 21. Oktober

### 400 m Hürden
| Platz | Athlet             | Land | Zeit (s) |
| ----- | ------------------ | ---- | -------- |
| 1     | Helmut Janz        | FRG  | 51,2     |
| 2     | Ulisses dos Santos | BRA  | 53,2     |
| 3     | Anubes Ferraz      | BRA  | 53,5     |
| 4     | Willi Holdorf      | FRG  | 59,6     |

Datum: 22. Oktober

### 3000 m Hindernis
| Platz | Athlet                | Land | Zeit (min) |
| ----- | --------------------- | ---- | ---------- |
| 1     | Wilhelm-Rüdiger Böhme | FRG  | 9:16,8     |
| 2     | Roland Watschke       | FRG  | 9:17,0     |
| 3     | Benedito Do Amaral    | BRA  | 9:25,6     |
| 4     | Sebastião Mendes      | BRA  | 9:44,0     |

Datum: 22. Oktober

### 4 × 100 m Staffel
| Platz | Besetzung      | Land                                                     | Zeit (s) |
| ----- | -------------- | -------------------------------------------------------- | -------- |
| 1     | BR Deutschland | Alfred Hebauf Carl Kaufmann Willi Holdorf Manfred Germar | 40,9     |
| 2     | Brasilien      | Jenne Joel Costa Joel Satow José Telles da Conceição     | 41,0     |

Datum: 21. Oktober

### 4 × 400 m Staffel
| Platz | Besetzung      | Land                                                         | Zeit (min) |
| ----- | -------------- | ------------------------------------------------------------ | ---------- |
| 1     | BR Deutschland | Helmut Janz Willi Holdorf Manfred Kinder Carl Kaufmann       | 3:18,1     |
| 2     | Brasilien      | Paulo Siqueira Araujo Aguth Ulisses dos Santos Anubes Ferraz | 3:19,1     |

Datum: 22. Oktober

### Hochsprung
| Platz | Athlet             | Land | Höhe (m) |
| ----- | ------------------ | ---- | -------- |
| 1     | Theo Püll          | FRG  | 1,97     |
| 2     | Roberto Antoniazzi | BRA  | 1,95     |
| 3     | Rosa dos Santos    | BRA  | 1,93     |
| 4     | Klaus Lehnertz     | FRG  | 1,75     |

Datum: 21. Oktober

### Stabhochsprung
| Platz | Athlet           | Land | Höhe (m) |
| ----- | ---------------- | ---- | -------- |
| 1     | Klaus Lehnertz   | FRG  | 4,30     |
| 2     | Tomatsu Nishida  | BRA  | 4,00     |
| 3     | Marcelo de Souza | BRA  | 3,90     |
| 4     | Willi Holdorf    | FRG  | 3,30     |

Datum: 22. Oktober

### Weitsprung
| Platz | Athlet          | Land | Weite (m) |
| ----- | --------------- | ---- | --------- |
| 1     | Ingo Schönewolf | FRG  | 7,13      |
| 2     | Carlos Mossa    | BRA  | 7,03      |
| 3     | Willi Holdorf   | FRG  | 7,03      |
| 4     | Santalucia      | BRA  | 6,96      |

Datum: 21. Oktober

### Kugelstoßen
| Platz | Athlet          | Land | Weite (m) |
| ----- | --------------- | ---- | --------- |
| 1     | Hermann Lingnau | FRG  | 17,37     |
| 2     | Jens Reimers    | FRG  | 15,35     |
| 3     | Duque           | BRA  | 13,98     |
| 4     | Milton          | BRA  | 13,80     |

Datum: 21. Oktober

### Diskuswurf
| Platz | Athlet          | Land | Weite (m) |
| ----- | --------------- | ---- | --------- |
| 1     | Jens Reimers    | FRG  | 50,22     |
| 2     | Hermann Lingnau | FRG  | 43,34     |
| 3     | João Alexandre  | BRA  | 42,03     |
| 4     | Jose Lotto      | BRA  | k. A.     |

Datum: 22. Oktober

### Speerwurf
| Platz | Athlet       | Land | Weite (m) |
| ----- | ------------ | ---- | --------- |
| 1     | Rolf Herings | FRG  | 79,97     |
| 2     | Rioji Baba   | BRA  | 61,42     |
| 3     | Duque        | BRA  | 56,03     |
| 4     | Theo Püll    | FRG  | 53,91     |

Datum: 22. Oktober